# Pescatore con rete
Pescatore con rete è un dipinto a olio su tela (134x83 cm) realizzato nel 1868 dal pittore francese Jean-Frédéric Bazille e conservato alla Fondazione Rau per il Terzo Mondo di Zurigo.

## Descrizione
In primo piano è rappresentato di spalle un uomo nudo e dal fisico atletico. I muscoli del pescatore sono tesi, dato che l'uomo viene ritratto nel momento in cui sta per gettare la rete nelle acque del fiume, appena accennate in primissimo piano. Poco più indietro un altro uomo nudo siede all'ombra sul prato: il secondo uomo sembra intento ad infilarsi una calza per rivestirsi o finire di svestirsi, anche se la sua postura richiama la posa classica dello Spinario.

## Storia
Quasi ogni anno Bazille si recava in visita a Montpellier, dove dipingeva nudi en plein air. I locali infatti praticavano ampiamente il nudismo nonostante i forti tentativi delle autorità locali di limitare e proibire la pratica. Bazille iniziò a dipingere il quadro lungo le rive del fiume Lys e lo terminò successivamente nel suo laboratorio in rue de Condamine a Parigi.
L'opera ottenne grandi apprezzamenti da amici e colleghi di Bazille, che lo propose per il Salon nel 1869. Tuttavia il quadro fu rifiutato per l'eccessivo realismo che, per la dirigenza, sfociava nell'oscenità; accettarono invece il suo quadro Veduta del villaggio. Nonostante l'appoggio di Pierre Bonnard e Alexandre Cabanel, il rifiuto del Salon ferì Bazille, che appese il dipinto nel proprio studio. Si può notare Pescatore con rete tra le opere appese al muro nel quadro L'atelier di Bazille, in alto a sinistra. Nonostante la delusione, Bazille non abbandonò questo tipo di soggetti, ma continuò anzi a dipingere e disegnare figure di nudo sulle rive del fiume, come ad esempio in Scena d'estate.
Dopo la morte di Bazille nel 1870, l'opera fu ereditata dal fratello Marc, rimanendo così a Montpellier fino al 1923, quando Pescatore con rete andò in eredità al nipote del pittore, André Bazille. Solo nel 1961 il dipinto fu venduto alla Fondazione Rau per il Terzo Mondo a Zurigo.